# HAMNET

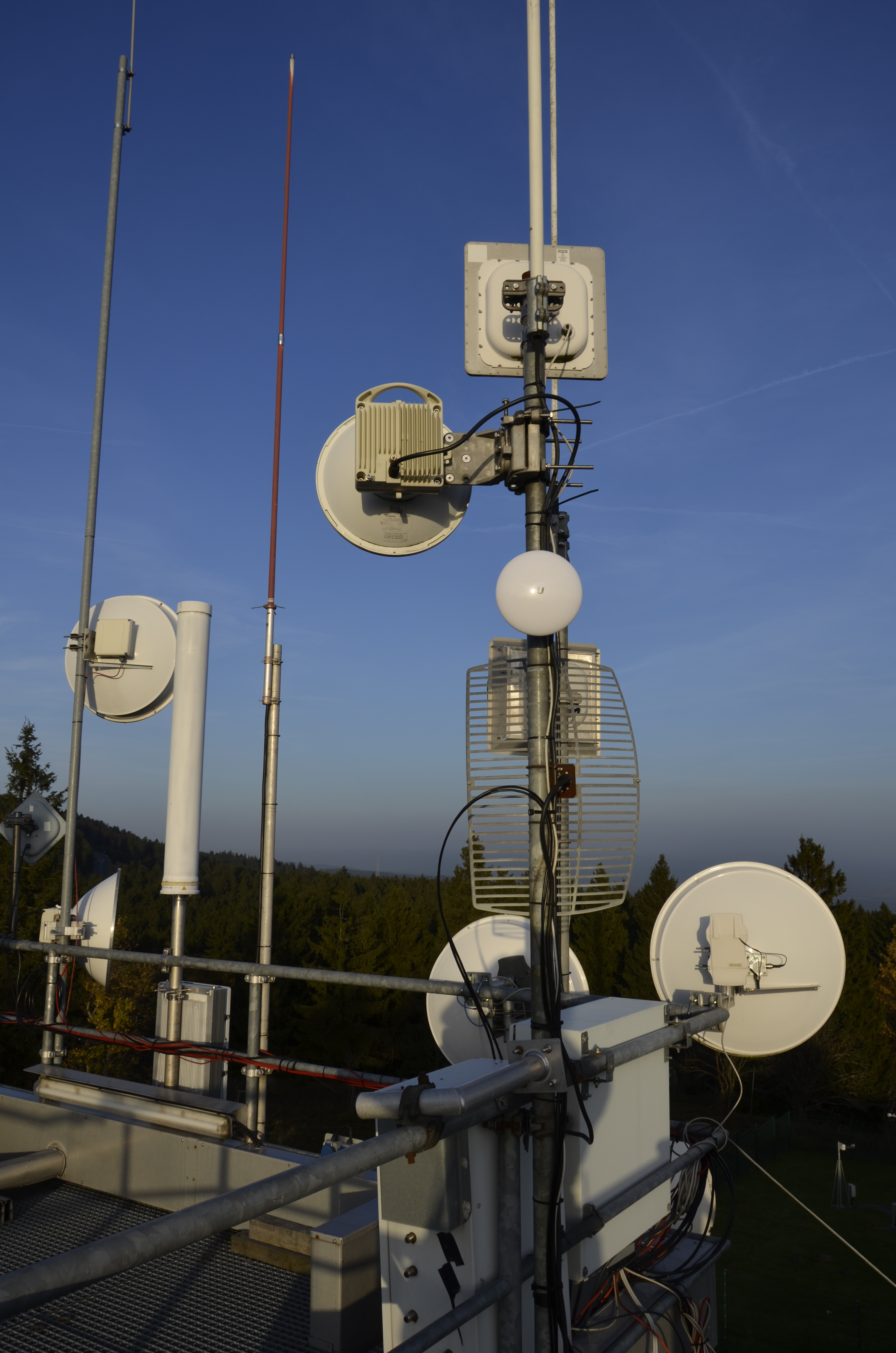
Antennen für HAMNET auf dem Kleinen Feldberg

HAMNET (Highspeed Amateurradio Multimedia NETwork, Eigenschreibweise HAMNET) ist ein von Funkamateuren entwickeltes und betriebenes funk- und kabelbasierendes IP-Netzwerk. Es dient als leistungsfähiges Backbone für die bereits verfügbare Infrastruktur des Amateurfunkdienstes und ermöglicht IP-Anwendungen. HAMNET war als sukzessive Substitution des seit den 1980er Jahren bestehenden Packet-Radio-Netzes intendiert und hat dieses fast vollständig abgelöst. Die Datenverbindungen zwischen den Einstiegspunkten werden über das 6 cm, 9 cm und 13 cm-Band abgewickelt.
Über das Netzwerk werden eine Reihe weiterer Amateurfunkdienste wie EchoLink, WinLink2000, Instant Messaging, VoIP, DATV/IP ATV und APRS abgewickelt.

## Ziele
HAMNET stellt ein Netzwerk zwischen automatisch arbeitenden Amateurfunkstationen dar. Dabei geht der Verbund über lokale Linkstrecken einer Region oder eines Landes als autonomes System hinaus; es wird transnational verlinkt, damit eine internationale Basis für Anwendungen und Nutzer entstehen kann.
Gemein sind allen Netzen folgende Ziele:
- Die Kommunikation von Funkamateuren untereinander und den Selbstbau zu fördern und so die Begeisterung für die Technik der Datenübertragung mittels Funkstrecken erwecken bzw. aufrechterhalten.
- Funkamateure zu motivieren, kostengünstige, freie Hard- und Software für hocheffiziente Modulationsarten mit hohen Bitraten zu entwickeln, ggf. in Zusammenarbeit mit Hochschulen in technisch-wissenschaftlichen Untersuchungen.
- Überregionale Projekte zu ermöglichen, welche den Teilnehmern Wissen bzw. Erfahrung in IT-Grundlagen, Wellenausbreitung, Antennentechnik und Filtertechnik vermitteln.
- Synergien zwischen Alt und Jung zu schaffen (Wissenstransfer, Standortzugang, Statik).
- Das bisherige, schmalbandige FSK-Packet-Radio-Netz sukzessive zu substituieren bzw. zu ergänzen.
- Den Funkamateuren im Endausbau einen HAMNET-Zugang mit hohen Bitraten zu ermöglichen.
- Im Falle von Notfällen: die Bereitstellung von Notfunk mit einer hohen Datenübertragungskapazität für die Einsatzkräfte als Backup zu kommerziellen Netzen durch USV.

## Technik
HAMNET arbeitet auf Basis der Internetprotokollfamilie. Die Dachorganisation von HAMNET, die Amateur Radio Digital Communications (ARDC) mit Sitz in San Diego besaß für den Betrieb einen eigenen Class-A IPv4-Adressraum mit den IP-Adressen 44.0.0.0/8, wovon sich auch der in den USA gebräuchliche Name Network 44 für HAMNET ableitet. 2019 wurde von der ARDC 1/4 des ursprünglichen IPv4-Adressraums, der Adressbereich 44.192.0.0/10, um 108 Millionen US-$ an Amazon Web Services (AWS) für die allgemeine Nutzung verkauft, wodurch sich der IPv4-Adressraum von HAMNET auf 44.0.0.0/9 und 44.128.0.0/10 reduzierte.
Die Daten sollen hauptsächlich per Funktechnik übertragen werden und hierfür können bestimmte handelsübliche, aber in der Frequenzlage veränderbare bzw. direkt für HAMNET verwendbare WLAN-Router genutzt werden. Die Datenübertragungsrate kann bis zu 65 MBit/s betragen.
Es werden im Rahmen von HAMNET nicht direkt die für allgemeines WLAN verfügbare Frequenzbereiche und Kanäle genutzt, sondern spektral benachbarte Bereiche, welche für den Amateurfunk zugelassen sind. Somit treten keine gegenseitigen Störungen bei parallelem Betrieb zwischen herkömmlichen WLANs und HAMNET auf. Als Frequenzbereiche für die Richtfunkverbindungen zwischen den HAMNET-Knoten wird hauptsächlich das 6-Zentimeter-Band bzw. das ISM-Band bei 5,7 GHz verwendet. Die Zugänge für die Amateurfunkstationen liegen hauptsächlich im 13-Zentimeter-Band zwischen 2,3 und 2,4 GHz.

## Entwicklung
Die Entwicklung zu einem im Vergleich zum drahtgebundenen Internet langsameren, dafür aber funkbasierten Internet für Funkamateure begann mit der Weiterentwicklung des Datenfunks. Funkamateure experimentierten mit verschiedenen Protokollfamilien und passten diese den Gegebenheiten der Funktechnik an. HAMNET ist eine der ersten Amateurfunk-Netzwerkanwendungen, in denen neben einem Funknetzwerk auch kabelgebundene Netzwerke ein integraler Bestandteil des Amateurfunkdienstes sind.

### HAMNET in Deutschland
Insbesondere Packet-Radio-Digipeater, Sprachmailboxen, FM-Relaisstationen, ATV-Umsetzer, D-STAR-Relais und Funkrufsender werden in der Aufbauphase eingebunden. Der offizielle Start und die Vorstellung des deutschen Projektes erfolgten auf der Amateurfunkmesse und -tagung INTERRADIO am 31. Oktober 2009 in Hannover unter dem Namen HAMNET 2.0, begleitet von entsprechenden Vorträgen. In einer weiteren Phase sollen Club- und Schulstationen sowie auch Userzugänge ermöglicht werden.
Im südbayerischen Raum gibt es erste HAMNET-Digipeater, die sich an den Gegebenheiten in Österreich orientieren.
Im westdeutschen Raum wird der Aufbau am Niederrhein und in den Ballungsräumen Ruhrgebiet, Düsseldorf, Köln-Aachen vorangetrieben.
Die meisten deutschen Teilnetze sind bereits über VPN-Tunnel oder über Richtfunkstrecken miteinander verbunden. Über mehrere Übergänge erfolgte ebenfalls der Zusammenschluss mit dem HAMNET in Österreich, Italien und der Schweiz. Die Koordination und Vergabe der für den technischen Betrieb erforderlichen AS-Nummern und IP-Netze erfolgt durch die „DL IP-Koordination im AMPRNet“.
Eine aktuelle Übersicht bestehender Funk- und Kabelverbindungen in Deutschland (und Umgebung) ist über die Datenbank hamnetdb.net abrufbar.

### HAMNET in Österreich
Das Projekt wird seit 2005 durch Mitglieder des ÖVSV betrieben und hatte ursprünglich den Namen ALAN. Nach einigen lokalen Tests, und der Erkenntnis der globalen Bedeutung wurde dieses neuartige Netzwerk 2008 in Wien erstmals als HAMNET vorgestellt. Der Name für dieses Projekt hat seinen Ursprung in Salzburg.
Heute existieren ein funktionierendes Netz mit Linkstrecken, welche alle Bundesländer miteinander verbinden, und zahlreiche Benutzerzugänge. Als Knotenrechner kommen Routerboards des Herstellers Mikrotik zum Einsatz. Viele Packet-Radio-Links sind über das HAMNET geschaltet. Darüber hinaus gibt es andere Anwendungen, zum Beispiel Webcams, Wetterstationen, Webserver und Ausbreitungsvorhersagen.

### HAMNET in Frankreich
Der Funkamateur F4HDK hat für die so genannte „letzte Meile“ des HAMNETs das „New Packet Radio“ entwickelt. Das Modem besteht hauptsächlich aus folgenden Bestandteilen: Spannungsregler, Ethernet-Schnittstelle, einem Microcontroller und einem Sendeempfänger. Das Modem sendet auf dem 70-cm-Band. Bedingt durch die Ausbreitungscharakteristik der Frequenzen um 435 MHz sind auch Verbindungen ohne direkte Sicht zur Gegenstelle (HAMNET-User-Einstiege) möglich. Mit dem Modem sind Übertragungsgeschwindigkeiten bis zu 500 kbit/s möglich. Erste Konzepte zu einem solchen Modem gab es bereits in Österreich unter den Namen HHD70 und HRD70.

### HAMNET in der Schweiz
Das Projekt wird von der SWISS-ARTG Swiss Amateur Radio Teleprinter Group und der USKA betrieben.

## Trivia
Hamnet war auch der Name des Sohnes des Dramatikers William Shakespeare.